# Ronroco
El ronroco és instrument de corda pinçada original de Bolívia de la família dels charangos, mesura aproximadament 80 cm de longitud total i de corda vibrant de fins a 50 cm. Afinació tremp natural però una quarta més baixa i el tercer ordre vuitavat.
Va ser el mestre Mauro Núñez el que va desenvolupar la família dels charangos, entre ells es trobava el ronroco, però existeixen versions camperoles que mostren que els charangos de grans dimensions ja existien des de molt abans. D'altra banda el ronroco és un instrument musical de Cochabamba i Chuquisaca, Bolívia, de la família dels charangos. Està format per cinc cordes dobles. Aquest instrument es caracteritza pel seu so ronc, i per això té aquest nom. Va ser popularitzat per Wilson Bella, germà de Gonzalo i Elmer Bella, membres del grup bolivià Els Kjarkas, igual que el compositor argentí Gustavo Santaolalla.